# Rohrsee (Bad Wurzach)
Der Rohrsee ist ein Stillgewässer im Gebiet der baden-württembergischen Stadt Bad Wurzach im Landkreis Ravensburg in Deutschland.

## Lage
Der rund 55 Hektar große „Rohrsee“ liegt auf einer Höhe von 662,2 m ü. NHN, rund sechs Kilometer südwestlich der Stadtmitte Bad Wurzachs, zwischen den Ortsteilen Rohrbach im Osten und Rohr im Süden sowie dem zu Wolfegg gehörenden Molpertshaus im Westen.
Der Rohrsee ist Teil des FFH-Gebiets „Wurzacher Ried und Rohrsee“ (8025-341), des Naturschutzgebiets „Rohrsee“ (4.013) sowie des Vogelschutzgebiets „Rohrsee“ (DE-8125-441).

## Hydrologie
Der gegen Ende der letzten Kaltzeit vor etwa 16.000 Jahren in einem Toteisloch entstandene See hat heute ein Einzugsgebiet von 695 Hektar. Die Größe der Wasseroberfläche beträgt 55,1 Hektar, bei einer durchschnittlichen Tiefe von 1,2 Meter und einer maximalen Tiefe von 2,0 Meter ergibt sich ein Volumen von rund 646.000 Kubikmeter.
Der Hauptzulauf des Sees erfolgt durch mehrere Gräben und den Rohrbach von Südosten, der Abfluss einerseits zur Wolfegger Ach und Schussen in den Bodensee und damit zum Rhein und letztendlich in die Nordsee, andererseits über die Wurzacher Ach, Aitrach und Iller zur Donau und damit ins Schwarze Meer.
Der See fällt in manchen Jahren trocken, zuletzt 1969 und 1972. Zurzeit ist der Wasserstand auf einem eher hohen Niveau stabil.
Wie in anderen kleinen Stillgewässern Mitteleuropas wurden auch in den Rohrsee gegen Ende der 1960er Jahre Graskarpfen ausgesetzt, die in wenigen Jahren den Wasserpflanzenbestand sehr stark reduzierten. Seit dem vollständigen Abfischen dieser Fischarten gegen Ende der 1980er Jahre erholte sich der Makrophytenbestand wieder und damit auch der Bestand an autochthonen Fischarten wie Hecht, Rotauge, Rotfeder, Barsch, Schleie und Trüsche. Zurzeit wird der See von einem gewerblichen Fischer bewirtschaftet, der Hauptaugenmerk liegt in der Hechtlaichgewinnung.

## Ökologie
Von 1989 bis 2010 war Bad Wurzach mit dem „Rohrsee“ am Aktionsprogramm zur Sanierung oberschwäbischer Seen beteiligt. Ein wichtiges Ziel dieses Programms ist, Nährstoffeinträge in Bäche, Seen und Weiher zu verringern und die Gewässer dadurch in ihrem Zustand zu verbessern und zu erhalten.
Das Einzugsgebiet des Sees wird zu 10 Prozent für die Wald- und 80 Prozent für die Landwirtschaft – davon 66 Prozent Grün- und 34 Prozent Ackerland – genutzt.
| Jahr                                     | 1994 | 1995 | 1996  | 1998  | 1999  | 2000  | 2001  | 2005  | 2009  |
| Gesamt PO4-Phosphor (µg/l)               | 85   | 62   | 86    | 79    | 54    | 52    | 48    | 31    | 39    |
| Chlorophyll a (µg/l)                     | -    | 6,8  | 6,9   | 5     | 11    | 12    | 9     | 9     | 16    |
| Chlorophyll a-Spitze (µg/l)              | -    | 20   | 25    | 9     | 50    | 26    | 40    | 15    | 38    |
| anorganischer Gesamt-Stickstoff a (mg/l) | 0,39 | 0,09 | 0,35  | -     | 0,48  | 0,41  | 0,47  | 0,12  | 0,32  |
| Sichttiefe (m)                           | -    | 2,1  | > 2,5 | > 2,5 | > 2,5 | > 2,5 | > 2,5 | > 2,5 | > 2,5 |